# 738 (numero)
Settecentotrentotto (738) è il numero naturale dopo il 737 e prima del 739.

## Proprietà matematiche
- È un numero pari.
- È un numero composto con 12 divisori: 1, 2, 3, 6, 9, 18, 41, 82, 123, 246, 369, 738. Poiché la somma dei suoi divisori (escluso il numero stesso) è 900 > 738, è un numero abbondante.
- È un numero semiperfetto in quanto pari alla somma di alcuni (o tutti) i suoi divisori.
- È un numero intoccabile.
- È un numero palindromo  nel sistema numerico esadecimale e nel sistema di numerazione posizionale a base 15 (343).
- È un numero odioso.
- È un numero colombiano nel sistema numerico decimale.
- È parte delle terne pitagoriche (162, 720, 738), (738, 984, 1230), (738, 1600, 1762), (738, 3280, 3362), (738, 5016, 5070), (738, 15120, 15138), (738, 45384, 45390), (738, 136160, 136162).

## Astronomia
- 738 Alagasta è un asteroide della fascia principale del sistema solare.
- NGC 738 è un galassia della costellazione del Triangolo.

## Astronautica
- Cosmos 738 è un satellite artificiale russo.